# Roberto Petrocchi

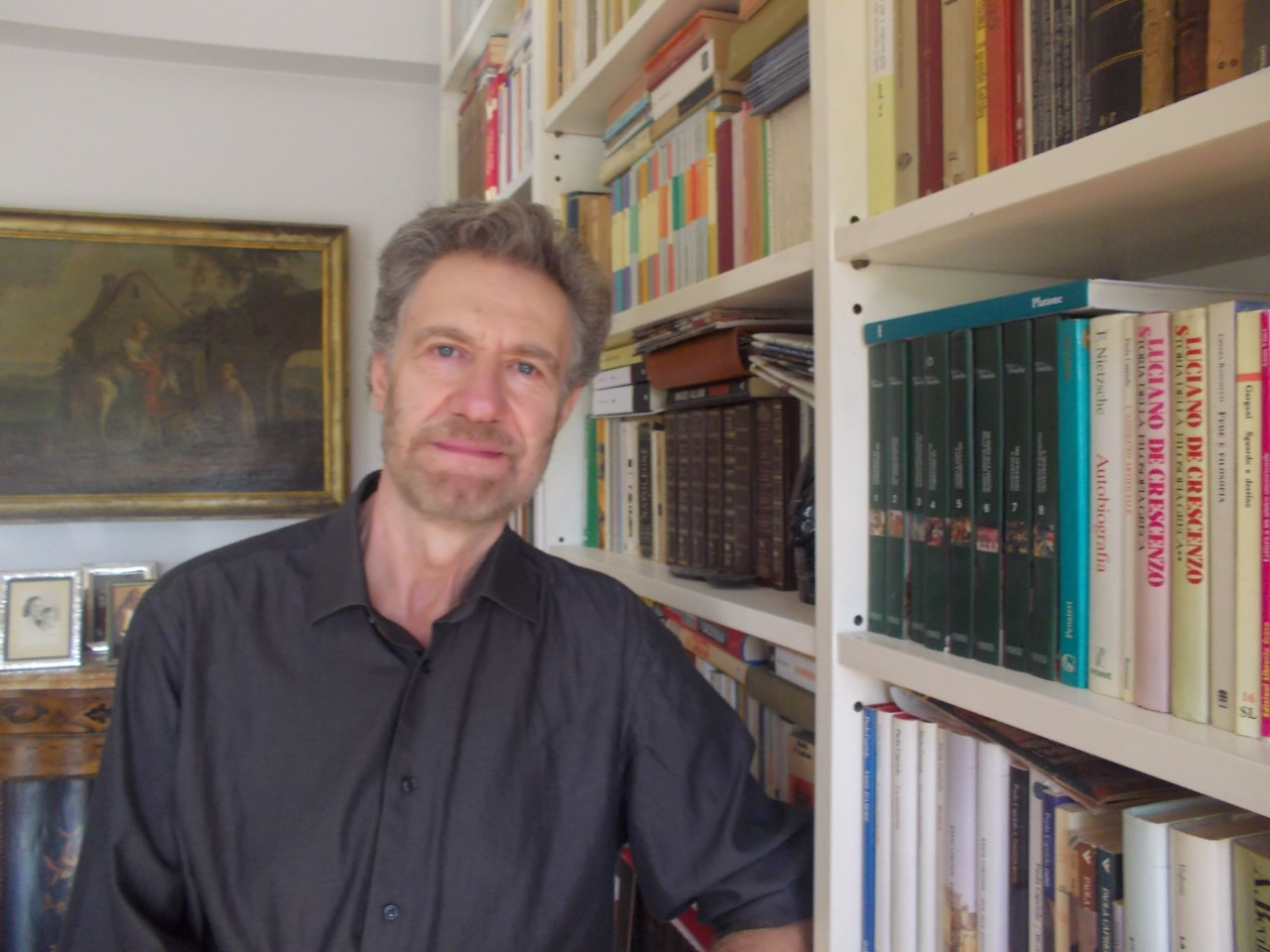
Roberto Petrocchi, 2021

Roberto Petrocchi (* 16. Dezember 1956 in Rom) ist ein italienischer Filmregisseur und Autor.
Petrocchi schloss in Literaturwissenschaften und Soziologie ab und belegte ab 1978 Kurse im Regiefach am Centro Sperimentale di Cinematografia. Zwischen 1985 und 1999 inszenierte er nach eigenen Stoffen drei Filme, von denen Illiminazioni zwar bei Festivals mit zahlreichen Preisen ausgezeichnet wurde, jedoch kaum Chancen auf einen regulären Verleih erhielten. Neben Arbeiten für das Fernsehen veröffentlichte er auch einen Gedichtband, der 1992 ausgezeichnet wurde. 2003 gründete Petrocchi die Initiative Un libro da vedere; daneben engagiert er sich auch weiter für filmverwandte Themen.
Petrocchi ist nicht mit dem gleichnamigen Wirtschaftswissenschaftler zu verwechseln.

## Filmografie
- 1985: Abbandonarsi alla quiete
- 1986: Illuminazioni
- 1999: L’ombra del gigante